# TRICK ART
『TRICK ART』（トリック・アート）は、キエるマキュウの1枚目のオリジナルアルバム。2000年11月30日にファイルレコードから発売された。

## 概要
- キエるマキュウの1stアルバムである。ジャケットの表面の絵はアルバムの題名通り、トリックアート風に描かれている。
- 全12曲収録。尚、全部の曲が終わった後にBonus Trackとしてマキュウの面々の雑談が収録されている。
- 客演にはRHYMESTERの宇多丸やNITRO MICROPHONE UNDERGROUNDのDABO、GORE-TEX等が参加している。
- 日本のヒップホップ専門誌blastでは2000年度ベストアルバムチャートで7位を記録した[1]。

## 収録曲
1. MI-3 Feat. DJ TAIKI & DJ MISSIE
2. 抜け忍
3rdシングル（アナログ盤のみ）。
読み方は「ぬけにん」である。
3. 第三ノ忍者 Feat. DABO
2ndシングル（アナログ盤のみ）。
歌詞にナインティンナイン、岡村隆史、反町隆史が出てくる。
4. アクマのフォーク
5. 土曜日の実験室 Feat. 宇多丸
歌詞に（特に宇多丸のパートで）かなりの頻度で有名人の名前が多数出てくる。（宇多田ヒカル、ビートたけし、ビートきよし、西城秀樹、アゴ&キンゾー、キッチュなど。）また、同音異義語を使用した言葉遊びも多数見られる。
この「土曜日の実験室」というタイトルは、宇多丸の好きな映画である『時をかける少女』の冒頭から引用している[2]。
2001年にアナログ盤のみであるが、シングルカットされた。
6. ALL NIGHT LONG Feat. P.H. & DJ TAIKI
この曲が終わった後と次の曲の間に短めのインスト曲が挟まれている。
7. ナンジャイ
キエるマキュウのデビューシングル（アナログ盤のみ）。
8. サイコキャンディ
9. ナゼナラ
3rdシングル（アナログ盤のみ）。
10. FIGHT BACK Feat. GORE-TEX
11. バットウカスミ斬り Feat. CICCIO
2ndシングル（アナログ盤のみ）。PVが存在する。
12. イケニエ
13. Bonus Track